# Grace Carter (siatkarka)
Grace Carter (ur. 10 sierpnia 1989 w Nottingham) – brytyjska siatkarka grająca jako środkowa. Obecnie występuje w drużynie Terville Florange Olympique Club.
W 2012 Carter wystąpiła w olimpijskiej reprezentacji Wielkiej Brytanii podczas odbywających się w Londynie letnich igrzysk olimpijskich.